# Гёктулга, Кадри
Кадри Гёктулга (тур. Kadri Göktulga; 1904 год — 25 октября 1973) — турецкий футболист, игравший на позиции защитника.

## Клубная карьера
Кадри Гёктулга известен своими выступлениями за «Фенербахче», за который он и выступал в 1920-е и в начале 1930-х годов. В сезонах 1922/23 и 1929/30 Кадри Гёктулга в составе команды становился победителем Стамбульской футбольной лиги.

## Карьера в сборной
25 мая 1924 года Кадри Гёктулга дебютировал за сборную Турции в матче против сборной Чехословакии, проходившем в рамках футбольного турнира Олимпийских игр 1924 года и проигранном турками со счётом 2:5. Всего за национальную команду Кадри Гёктулга провёл 10 матчей, последним стала поединок футбольного турнира Олимпийских игр 1928 года против сборной Египта, разгромившей турок со счётом 7:1.

## Статистика выступлений

### В сборной
| Матчи и голы Кадри Гёктулги за сборную Турции | Матчи и голы Кадри Гёктулги за сборную Турции | Матчи и голы Кадри Гёктулги за сборную Турции | Матчи и голы Кадри Гёктулги за сборную Турции | Матчи и голы Кадри Гёктулги за сборную Турции | Матчи и голы Кадри Гёктулги за сборную Турции | Матчи и голы Кадри Гёктулги за сборную Турции |
| №                                             | Дата                                          | Место проведения                              | Соперник                                      | Счёт                                          | Голы                                          | Соревнование                                  |
| --------------------------------------------- | --------------------------------------------- | --------------------------------------------- | --------------------------------------------- | --------------------------------------------- | --------------------------------------------- | --------------------------------------------- |
| 1                                             | 25 мая 1924                                   | Бержер, Париж                                 | Чехословакия                                  | 2:5                                           | —                                             | Олимпийские игры                              |
| 2                                             | 10 апреля 1925                                | Таксим, Стамбул                               | Болгария                                      | 2:1                                           | —                                             | Товарищеский матч                             |
| 3                                             | 1 мая 1925                                    | Ромкомит, Бухарест                            | Румыния                                       | 2:1                                           | —                                             | Товарищеский матч                             |
| 4                                             | 15 мая 1925                                   | Истикляль, Анкара                             | СССР                                          | 1:2                                           | —                                             | Товарищеский матч                             |
| 5                                             | 2 октября 1925                                | Таксим, Стамбул                               | Польша                                        | 1:2                                           | —                                             | Товарищеский матч                             |
| 6                                             | 12 сентября 1926                              | им. маршала Юзефа Пилсудского, Львов          | Польша                                        | 1:6                                           | —                                             | Товарищеский матч                             |
| 7                                             | 17 июля 1927                                  | Славия, София                                 | Болгария                                      | 3:3                                           | —                                             | Товарищеский матч                             |
| 8                                             | 8 апреля 1928                                 | Стадион Конкордии на Тратинской цести, Загреб | Югославия                                     | 1:2                                           | —                                             | Товарищеский матч                             |
| 9                                             | 15 апреля 1928                                | Глория ЧФР, Арад                              | Румыния                                       | 2:4                                           | —                                             | Товарищеский матч                             |
| 10                                            | 28 мая 1928                                   | Олимпийский стадион, Амстердам                | Египет                                        | 1:7                                           | —                                             | Олимпийские игры                              |

Итого: 10 матчей / 0 голов; eu-football.info Архивная копия от 5 декабря 2014 на Wayback Machine.